# 天塩栄駅

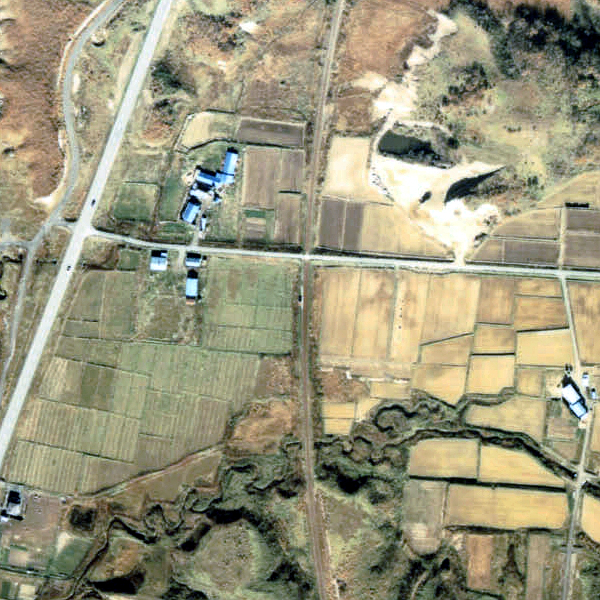
1977年の天塩栄駅と周囲約500m範囲。上が幌延方面。田園地帯にある仮乗降場スタイルの駅で、緑が被って判別し難いが、3両分の長さのホームを持っていた。幌延側の踏切から線路横の小道が繋がり、昇降階段に近いホーム上横に待合室が見える。

天塩栄駅（てしおさかええき）は、北海道苫前郡初山別村字栄にかつて存在した日本国有鉄道（国鉄）羽幌線の駅（廃駅）である。電報略号はテサ。事務管理コードは▲121617。
一部の普通列車は通過した（1986年（昭和61年）11月1日改定の時刻（廃止時の時刻表）で、下りのみ1本（急行「はぼろ」後継の主要駅停車列車。上りは停車））。

## 歴史
- 1957年（昭和32年）11月6日 - 日本国有鉄道（国鉄）羽幌線の築別駅 - 初山別駅間延伸開通に伴い、開業[1][4]。気動車の旅客のみを取り扱う駅員無配置駅[5]。
- 1987年（昭和62年）3月30日 - 羽幌線の全線廃止に伴い、廃駅となる[1]。

## 駅構造
廃止時点で、1面1線の単式ホームと線路を有する地上駅であった。ホームは、線路の西側（幌延方面に向かって左手側）に存在した。
無人駅となっており、ホーム上の待合所のみで駅舎は存在しなかった。

## 駅名の由来
当駅が所在した地名より。開設時、既に富内線に栄駅が存在していたため、旧国名の「天塩」を付した。
この地名は1941年（昭和16年）の字名改正に際して、一般より募集したもので、「『栄える』という希望を込めた」ものとされている。

## 駅周辺
- 国道232号（天売国道/日本海オロロンライン）
- 栄海岸 - 駅から約1km。スズラン群生地[6]。
- モセタキナイ川

## 駅跡

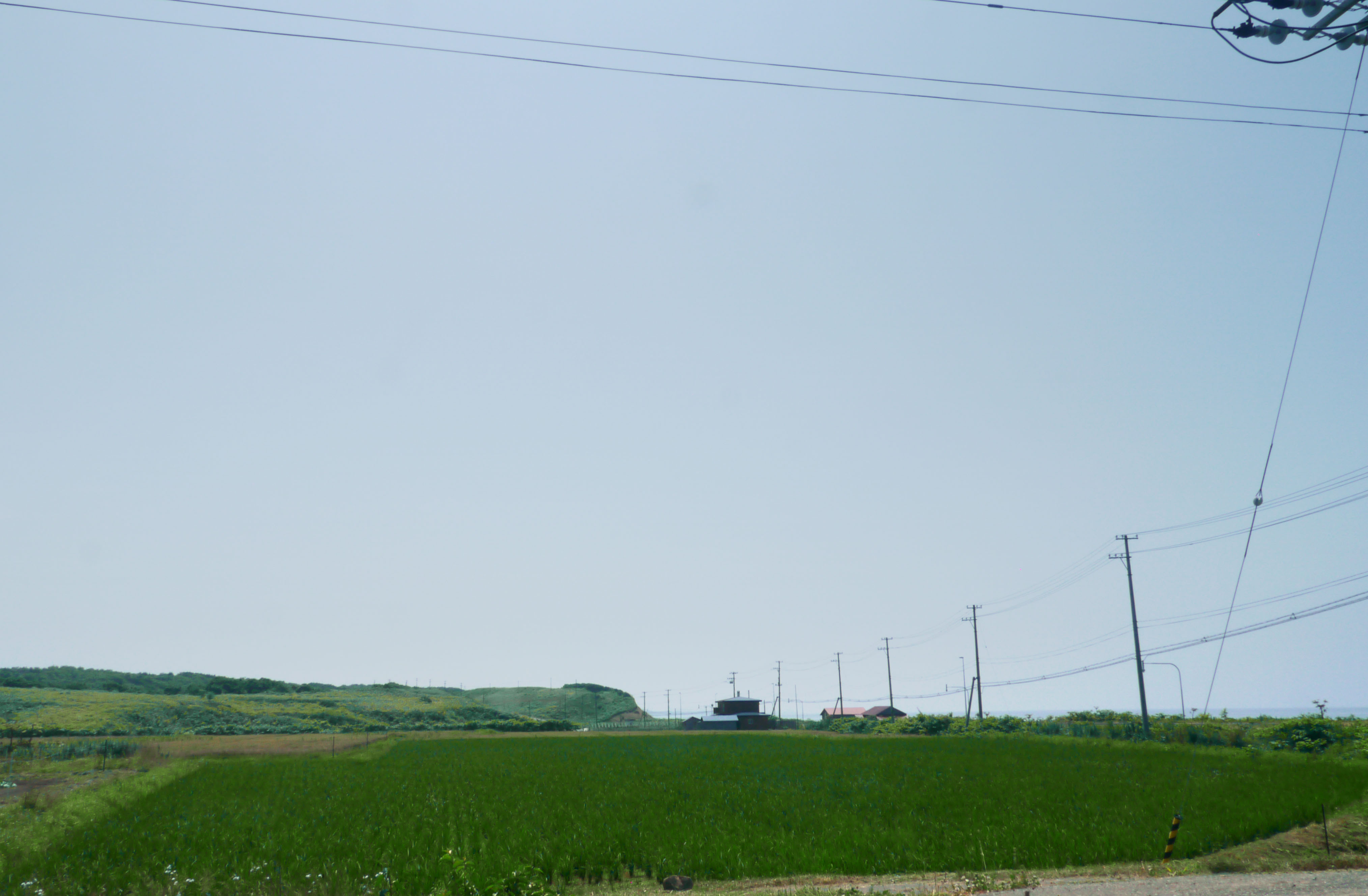
天塩栄駅跡（2011年7月28日）

現在は、原野と化している。

## 隣の駅
日本国有鉄道
羽幌線
天塩有明駅 - 天塩栄駅 - 初山別駅